# Aglossochloris crucigerata
Aglossochloris crucigerata là một loài bướm đêm trong họ Geometridae.